# Esa Tikkanen
Esa Tikkanen (Helsinki, 25 gennaio 1965) è un ex hockeista su ghiaccio finlandese.

## Palmarès

### Olimpiadi invernali
- Bronzo a Nagano 1998

### Mondiali
- Bronzo a Russia 2000

### Mondiali Juniores
- Argento a Svezia 1984